# آدم إيه700
آدم إيه700  (بالإنجليزية: Adam A700)‏ هي طائرة نفاثة تنفيذين. أنتجت في الولايات المتحدة. من صناعة آدم لصناعة الطائرات. كان أول طيران لها في 28 يوليو 2003.